# Seznam slovaških biatloncev
Seznam slovaških biatloncev.

## B
- Matej Baloga
- Šimon Bartko

## C
- Damián Cesnek
- Martina Chrapánová

## F
- Ivona Fialková
- Paulína Fialková

## G
- Jana Gereková

## H
- Martina Halinárová
- Tomáš Hasilla
- Henrieta Horvátová
- Pavol Hurajt

## K
- Matej Kazár
- Pavel Kotraba
- Lukáš Krejči
- Daniel Krčmář
- Anastazija Kuzmina

## M
- Veronika Machyniaková
- Soňa Mihoková

## O
- Martin Otčenáš

## P
- Terézia Poliaková

## R
- Mária Remeňová

## S
- Tomáš Sklenárik
- Pavel Sládek

## Š
- Michal Šíma
- Dušan Šimočko